# Martial Esnal
Martial Nicolas Esnal (Bayonne, 12 luglio 1974) è un ex hockeista su ghiaccio francese.
Ha giocato in Francia per tutta la sua carriera professionistica: dapprima - tra il 1990 e il 1994 - con l'Anglet Hormadi Élite, poi - dal 1994 al ritiro - con i Boxers de Bordeaux. Con i girondini raggiunse nel 1996 la massima serie, mantenuta nel 1996-97 e nel 1997-98. La squadra si ritirò però dal campionato successivo per motivi finanziari, ma lui restò, ricominciando dopo una stagione di stop (1998-1999) dalla Division 3 (la quarta serie).
Ha indossato la maglia della nazionale U20 nel 1993 in occasione dei mondiali di gruppo B.
Ha annunciato il proprio ritiro il 17 febbraio 2007.